# Sävsjö sanatorium

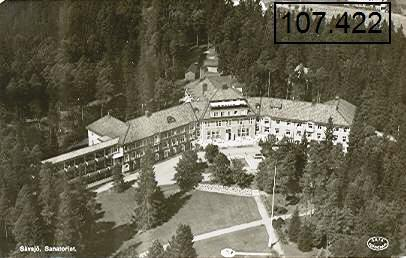
Sävsjö sanatorium med sin stora välvda huvudbyggnad,ibland kallad sanatoriepalatset, än idag Europas största träbyggnad.

Sävsjö sanatorium var en sjukvårdsinrättning i Sävsjö i Jönköpings län i Småland. 
I slutet av 1800-talet inleddes en offensiv mot tuberkulosen i Sverige, först genom privata initiativ och senare även från statligt och kommunalt håll. Även kung Oscar II engagerade sig genom inrättande av en jubileumsfond. Uppförandet av sanatorier, särskilda tuberkulossjukhus, var en del i arbetet mot sjukdomen. Sanatorierna kom i regel att förläggas till lantliga och skogrika trakter där luften var klar och ansågs hälsosam. På dessa sjukhus skulle patienterna vila, andas frisk luft och få näringsriktig kost.

## Sjukhuset
En stor anledning till Sävsjös utveckling var tillkomsten år 1907 av Sävsjö sanatorium för svårt lungsjuka. Det ritades av Eksjöbyggmästarna Anders Andersson (1861-1934) och Isak Abrahamsson (1861-1935). Under första hälften av 1900-talet kom det tusentals rika stadsbor till Sävsjö, främst från Göteborg och Stockholm, som hade råd att unna sig den då bästa lungkureringsvården i Sverige. Läget för sanatoriet valdes för att den friska höglandsluften och närheten till natur skulle lindra besvären hos de lungsjuka (oftast tuberkulos). Tillgången på bra kommunikationer i form av järnvägsförbindelser till bland annat Stockholm, Göteborg och Malmö tros också ha haft stor inverkan på valet av plats. När sanatoriet byggdes valde man att lägga byggnaden ett par hundra meter från den dåvarande stadskärnan. Här växte det då tallskog och man valde att bevara denna växtlighet i kombination med stora planteringar, buskage, gräsmattor och grusgångar. Efter andra världskrigets slut minskade antalet tuberkulosfall kraftigt och i takt med höjd levnadsstandard och bättre sjukvård på hemmaorten minskade även behovet av sanatorier. 
1958 bestämdes att sanatorieverksamheten skulle upphöra och anläggningen skulle istället användas till medicinsk eftervård. Sanatoriet blev Sävsjö sjukhus.

## Nutid
Växtligheten är i stort sett bevarad från sanatorietiden och sanatorieskogen är idag en centralt belägen park i Sävsjö, oftast benämnd som sanatorieparken. Den pampiga böjda sanatoriebyggnaden finns ännu kvar och används idag som hyreslägenheter under namnet Ljunga park. Byggnaden är idag en av Europas största träbyggnader.